# Uwagi o stanie Wirginia
Uwagi o stanie Wirginia (ang. Notes on the State of Virginia) – książka autorstwa Thomasa Jeffersona napisana w 1781 roku, uzupełniona w latach 1782–1783 i wydana anonimowo w 1784 roku w Paryżu. Stanowiła odpowiedź na pytania dotyczące Wirginii, jakie do Jeffersona skierował François Barbé-Marbois, ówczesny sekretarz francuskiego poselstwa w Filadelfii. Była jedyną książką Jeffersona wydaną za jego życia.
Tekst podzielony jest na 23 rozdziały dotyczące różnych aspektów życia w Wirginii.